# Internationale Filmfestspiele Berlin 1966
Die Internationalen Filmfestspiele Berlin 1966 fanden vom 24. Juni bis zum 5. Juli 1966 statt.
Der deutsche Film stand 1966 vor einem Neuaufbau; in den Kinos wurde er von Karl-May- und Edgar-Wallace-Verfilmungen geprägt, während die jungen Filmemacher des deutschen Autorenfilms noch am Beginn ihrer Karriere standen. Im September 1966 startete die erste deutsche Filmhochschule in Berlin. Ihre ersten Direktoren Erwin Leiser und Heinz Rathsack nutzen die Gelegenheit auf der Berlinale für ihr Projekt zu werben. Künftige Absolventen haben auch das Gesicht des deutschen Films auf der Berlinale verändert.

## Wettbewerb
Folgende Filme wurden im offiziellen Wettbewerb gezeigt:
| Filmtitel                                                  | Regisseur                | Produktionsland      | Darsteller (Auswahl)                                                  |
| Angst                                                      | Kostas Manoussakis       | Griechenland         |                                                                       |
| Die Clique                                                 | Sidney Lumet             | USA                  | Candice Bergen                                                        |
| Les coeurs verts                                           | Édouard Luntz            | Frankreich           |                                                                       |
| Dorf der Verfolgten                                        | Joaquim Pedro de Andrade | Brasilien            |                                                                       |
| Eine Frage der Ehre                                        | Luigi Zampa              | Italien, Frankreich  | Ugo Tognazzi, Bernard Blier                                           |
| Georgy Girl                                                | Silvio Narizzano         | Großbritannien       | James Mason, Alan Bates, Lynn Redgrave, Charlotte Rampling            |
| Der Held                                                   | Satyajit Ray             | Indien               | Uttam Kumar, Sharmila Tagore                                          |
| Die Jagd                                                   | Carlos Saura             | Spanien              |                                                                       |
| Jahreszeiten unserer Liebe                                 | Florestano Vancini       | Italien              | Anouk Aimée                                                           |
| Masculin – Feminin oder: Die Kinder von Marx und Coca-Cola | Jean-Luc Godard          | Frankreich, Schweden | Jean-Pierre Léaud                                                     |
| Mollymauk, der Wunderknabe                                 | George Axelrod           | USA                  | Roddy McDowall, Tuesday Weld                                          |
| Schonzeit für Füchse                                       | Peter Schamoni           | Deutschland          | Helmut Förnbacher, Christian Doermer, Andrea Jonasson, Monika Peitsch |
| Die Verfolgung                                             | Yngve Gamlin             | Schweden             |                                                                       |
| Der Weibsteufel                                            | Georg Tressler           | Österreich           | Maria Emo, Sieghardt Rupp                                             |
| Wenn Katelbach kommt…                                      | Roman Polański           | Großbritannien       | Donald Pleasence, Françoise Dorléac, Jack MacGowran, Lionel Stander   |

## Internationale Jury
Die Jury stellte sich wie folgt zusammen:
- Präsident: Pierre Braunberger (Frankreich)
- Khwaja Ahmad Abbas (Indien)
- Hollies Alpert (USA)
- Lars Forssell (Schweden)
- Helmuth de Haas (Deutschland)
- Kurt Heinz (Deutschland)
- Pier Paolo Pasolini (Italien)
- Franz Seitz (Deutschland)
- Emilio Villalba Welsh (Argentinien)

## Preisträger
- Goldener Bär: Wenn Katelbach kommt …
- Silberne Bären:
  - Carlos Saura (Beste Regie)
  - Lola Albright in Mollymauk, der Wunderknabe (Beste Darstellerin)
  - Jean-Pierre Léaud in Masculin-Feminin … (Bester Darsteller)
  - Schonzeit für Füchse (Sonderpreis der Jury)
  - Lars Passgard Darsteller in Die Verfolgung (Sonderpreis der Jury)

Eine besondere Anerkennung erhielt Satyajit Ray für sein Gesamtwerk.

## Weitere Preise
- FIPRESCI-Preis: Jahreszeiten unserer Liebe
- FIPRESCI-Ehrenpreis für postum für sein Lebenswerk: Max Ophüls
- Interfilm Award: Les coeurs verts